# Secusio intensa
Secusio intensa là một loài bướm đêm thuộc phân họ Arctiinae, họ Erebidae.